# Aki szép lányt akar venni
Az Aki szép lányt akar venni új stílusú magyar népdal. Kodály Zoltán gyűjtötte Lukanénye faluban,
Hont vármegyében 1910-ben.
Feldolgozások:
| Szerző          | Mire                       | Mű                                                    | Előadás |
| --------------- | -------------------------- | ----------------------------------------------------- | ------- |
| Horváth Géza    | női kar                    | Három népdal, 1. dal                                  | [ 2 ]   |
| Weiner Leó      | zongora                    | Magyar népi muzsika, 27. darab                        | [ 3 ]   |
| Járdányi Pál    | zongora                    | Zongoraiskola I., 101. darab                          | [ 4 ]   |
| Szokolay Sándor | két furulya                | Magyar gyermekdalok két és három furulyára, 22. darab |         |
| Mező Imre       | zongora                    | 16 könnyű zongoradarab, 4. kotta                      |         |
| Mező Imre       | zongora, négy kéz          | 16 könnyű zongoradarab, 5. kotta                      |         |
| Máriássy István | zongora vagy ének és gitár | Elindultam szép hazámból, 21. kotta                   |         |

Bartók Béla: 44 duó két hegedűre c. művében a dal egy szlovák változatát dolgozta fel, melyet 1916-ban Szinóbányán gyűjtött Svinčák János és Machava József, a 16. honvéd gyalogsági ezred katonája.

## Kotta és dallam
| Aki szép lányt akar venni, harmaton kell azt keresni. Barna legény harmaton jár, el is veszi a legszebb lányt. | Édesanyám, gyüjjön csak ki, az ajtóját nyissa csak ki, itt hozzák a legszebb menyit, Boldog Apol kökény szemit. |

## Felvételek
- Aki szép lányt akar venni. Előadó: Tóth Ramóna  YouTube. Nyíregyháza (2012. március 3.)  (Hozzáférés: 2016. január 16.) Vécsey - Vásárhelyi Kamara Néptánc és Népdaléneklési Verseny.